# فنرسل
فنرسل (انگلیسی: Fenercell) شرکت مخابرات ترکیه‌ای است، که در سال ۲۰۰۹ تأسیس شد.